# Esther Stanhope
Lady Esther Stanhope, talvolta indicata anche come Hester (1780 – giugno 1839), è stata una viaggiatrice e avventuriera britannica, divenuta famosa per le avventurose vicende della sua vita in medio oriente. Fu proclamata regina di Palmira da alcune tribù di beduini prima di divenire una sorta di profetessa tra le comunità druse e in Libano. La Revue des Deux Mondes, nel 1845, la descrisse come «regina di Tadmor, maga, profetessa, patriarca, capo arabo, morta nel 1839 sotto il tetto del suo palazzo sgangherato e in rovina a Djîhoun, in Libano».

## Biografia
Esther Stanhope era figlia dello scienziato Charles Stanhope, III conte di Stanhope e di Hester Pitt, sorella del primo ministro britannico William Pitt il giovane. «Giovane, bella e ricca», secondo la descrizione di Lamartine in Le Voyage en Orient, ella viaggiò in Europa a partire dal 1806 prima di visitare il medio oriente: Gerusalemme, Damasco, Aleppo, Homs, Baalbeck e Palmira. Lamartine scrisse: «… numerose tribù erranti di arabi che avevano facile accesso a queste rovine, si sono riuniti intorno alla sua tenda, in numero di quaranta o cinquanta mila, e incantati dalla sua bellezza, dalla sua grazia e magnificenza, la proclamarono regina di Palmira, ed ella in cambio sottoscrisse un documento secondo il quale ogni europeo, sotto la sua protezione, avrebbe potuto tranquillamente venire a visitare il deserto e le rovine di Baalbek e di Palmira, a condizione di impegnarsi a pagare un tributo di mille piastre». Come regina di Palmira fu considerata una novella Zenobia.
Dopo molti viaggi e avventure, Lady Esther si stabilì nel paese dei drusi. Secondo Lamartine, il pascià di San Giovanni d'Acri, Abdala Pasha, le concesse il villaggio di Djîhoun, dove, sulle alture solitarie delle montagne del Libano, ella si fece costruire un palazzo con giardino. A seguito delle folli spese finì in rovina, ma acquisì presso i drusi fama di "profetessa". Lamartine descrive il suo dialogo con lei, durante il quale ella raccontò della sua fede, una miscela di cristianesimo e di tradizioni orientali.
Morì in miseria, nel suo palazzo diroccato, nel giugno del 1839.

## Memorie di Lady Stanhope
Lady Ester Stanhope fu la fonte di ispirazione esplicita del personaggio di Althestane Orlof nel romanzo di Pierre Benoît La Châtelaine du Liban (1924).

## Ascendenza
|                                            |                     |                                         | Genitori                                    |  |  | Nonni |  |  | Bisnonni                            |  |  | Trisnonni                   |  |
|                                            |                     |                                         |                                             |  |  |       |  |  | 8. James Stanhope, I conte Stanhope |  |  | 16. lord Alexander Stanhope |  |
|                                            |                     |                                         |                                             |  |  |       |  |  | 8. James Stanhope, I conte Stanhope |  |  | 16. lord Alexander Stanhope |  |
|                                            |                     | 17. Catherine Burghill                  |                                             |  |  |       |  |  | 8. James Stanhope, I conte Stanhope |  |  |                             |  |
| 4. Philip Stanhope, II conte di Stanhope   |                     |                                         |                                             |  |  |       |  |  | 8. James Stanhope, I conte Stanhope |  |  |                             |  |
|                                            |                     | 9. Lucy Pitt                            | 18. Thomas Pitt                             |  |  |       |  |  |                                     |  |  |                             |  |
|                                            |                     | 9. Lucy Pitt                            | 18. Thomas Pitt                             |  |  |       |  |  |                                     |  |  |                             |  |
|                                            |                     | 9. Lucy Pitt                            | 19. Jane Innes                              |  |  |       |  |  |                                     |  |  |                             |  |
| 2. Charles Stanhope, III conte di Stanhope |                     | 9. Lucy Pitt                            |                                             |  |  |       |  |  |                                     |  |  |                             |  |
|                                            |                     | 10. Charles Hamilton, lord Binning      | 20. Thomas Hamilton, VI conte di Haddington |  |  |       |  |  |                                     |  |  |                             |  |
|                                            |                     | 10. Charles Hamilton, lord Binning      | 20. Thomas Hamilton, VI conte di Haddington |  |  |       |  |  |                                     |  |  |                             |  |
|                                            |                     | 10. Charles Hamilton, lord Binning      | 21. lady Helen Hope                         |  |  |       |  |  |                                     |  |  |                             |  |
| 5. Grizel Hamilton                         |                     | 10. Charles Hamilton, lord Binning      |                                             |  |  |       |  |  |                                     |  |  |                             |  |
|                                            |                     | 11. Rachel Baillie                      | 22. George Baillie                          |  |  |       |  |  |                                     |  |  |                             |  |
|                                            |                     | 11. Rachel Baillie                      | 22. George Baillie                          |  |  |       |  |  |                                     |  |  |                             |  |
|                                            |                     | 11. Rachel Baillie                      | 23. Grizel Hume                             |  |  |       |  |  |                                     |  |  |                             |  |
| 1. lady Esther Stanhope                    |                     | 11. Rachel Baillie                      |                                             |  |  |       |  |  |                                     |  |  |                             |  |
|                                            | 12. sir Robert Pitt | 24. Thomas Pitt (= 18)                  |                                             |  |  |       |  |  |                                     |  |  |                             |  |
|                                            | 12. sir Robert Pitt | 24. Thomas Pitt (= 18)                  |                                             |  |  |       |  |  |                                     |  |  |                             |  |
|                                            | 12. sir Robert Pitt | 25. Jane Innes (= 19)                   |                                             |  |  |       |  |  |                                     |  |  |                             |  |
| 6. William Pitt, I conte di Chatham        | 12. sir Robert Pitt |                                         |                                             |  |  |       |  |  |                                     |  |  |                             |  |
|                                            |                     | 13. Harriet FitzGerald-Villiers         | 26. hon. Edward FitzGerald-Villiers         |  |  |       |  |  |                                     |  |  |                             |  |
|                                            |                     | 13. Harriet FitzGerald-Villiers         | 26. hon. Edward FitzGerald-Villiers         |  |  |       |  |  |                                     |  |  |                             |  |
|                                            |                     | 13. Harriet FitzGerald-Villiers         | 27. Catherine FitzGerald                    |  |  |       |  |  |                                     |  |  |                             |  |
| 3. lady Hester Pitt                        |                     | 13. Harriet FitzGerald-Villiers         |                                             |  |  |       |  |  |                                     |  |  |                             |  |
|                                            |                     | 14. sir Richard Grenville               | 28. Richard Grenville                       |  |  |       |  |  |                                     |  |  |                             |  |
|                                            |                     | 14. sir Richard Grenville               | 28. Richard Grenville                       |  |  |       |  |  |                                     |  |  |                             |  |
|                                            |                     | 14. sir Richard Grenville               | 29. Eleanor Temple                          |  |  |       |  |  |                                     |  |  |                             |  |
| 7. Hester Grenville, baronessa Chatham     |                     | 14. sir Richard Grenville               |                                             |  |  |       |  |  |                                     |  |  |                             |  |
|                                            |                     | 15. Hester Grenville, I contessa Temple | 30. sir Richard Temple, III baronetto       |  |  |       |  |  |                                     |  |  |                             |  |
|                                            |                     | 15. Hester Grenville, I contessa Temple | 30. sir Richard Temple, III baronetto       |  |  |       |  |  |                                     |  |  |                             |  |
|                                            |                     | 15. Hester Grenville, I contessa Temple | 31. Mary Knapp                              |  |  |       |  |  |                                     |  |  |                             |  |
|                                            |                     | 15. Hester Grenville, I contessa Temple |                                             |  |  |       |  |  |                                     |  |  |                             |  |

### Testimonianze di prima mano
- Charles Lewis Meryon, Memoirs of the Lady Hester Stanhope, as relaled by herself in conversations with her physician, comprising her opinions and anecdotes of some of the most remarquable persons of her lime, 3 volumes, Londres, H. Colburn, 1845.
- Charles Lewis Meryon, Travels of Lady Hester Stanhope, forming the completion of her memoirs, London, H Colburn, 1846.
- Philarète Chasles, compte rendu du livre du médecin de lady Esther Stanhop, in Revue des Deux Mondes, tome 11, 1845.
- Alexander Wiliam Kinglake, Eothen, or Traces of Travel Brought Home from the East, London, 1884.

### Opere d'approfondimento
- William Chambers, Robert Chambers, Chambers's Pocket Miscellany, 1854.
- Cortambert Richard, Les Illustres voyageuses, ed. E. Maillet, 1866.
- Catherine Lucy Wilhelmina Powlett Cleveland, The life and letters of Lady Hester Stanhope, London, J Murray, 1914.
- Paule Henry-Bordeaux, Lady Hester Stanhope en orient, Paris, Plon, 1924-1926.
- Martin Donisthorpe Armstrong, Lady Hester Stanhope, London; G Howe, 1927.
- Martin Armstrong, Lady Hester Stanhope, New York ; 1928.
- Basil Williams, Stanhope : a study in eighteenth-century war, Oxford, Clarendon Press ; 1932.
- Joan Haslip, Lady Hester Stanhope, London, Cobdon Sanderson, 1934.
- Maria Josepha von Fischer Poturzyn Kruck, Lady Hester Stanhope, Stuttgart, Deutsche Verlagsanstalt, 1936.
- Michael Bruce, The nun of Lebanon, London, Collins, 1951.
- Charles Roundell, Lady Hester Stanhope, London, Murray, 1909.
- Aubrey Newman, The Stanhopes of Chevening : a family biography, London : Macmillan et New York, St. Martin's P., 1969.
- Doris Leslie, The desert queen, London, Heinemann, 1972.
- John Basil Watney, Travels in Araby of Lady Hester Stanhope, London, Gordon Cremonesi, 1975.
- Maha Kheir Halabi, The life and travels of Lady Hester Stanhope, thèse de l'AUB (American university of Beirut), 1981.
- Alice Heneine, Lady Esther Stanhope et le Liban, série Les Voyageurs d'Orient (deux tomes), Dar Lahad Khater, 1983.
- Hartwig A Vogelsberger, The unearthly quest : Lady Hester Stanhope's legacy, Universität Salzburg ; 1987.
- Johannes Mayer, Philip Henry Lord Stanhope : der Gegenspieler Kaspar Hausers, Stuttgart, Urachhaus, vers 1988.
- Virginia Childs, Lady Hester Stanhope, London, Weidenfeld & Nicolson, vers 1990.
- T. Boissel, La vie extraordinaire de lady Stanhope, la vraie châtelaine du Liban, 1993.
- Claudia Berton, "Sulle vie del Levante. Alla ricerca di lady Hester Stanhope", Stampa Alternativa, 2003.

### Romanzi ispirati a Esther Stanhope
- Pierre Benoit, La Châtelaine du Liban, Paris, Albin Michel, 1924.
- Mary Stewart, The Gabriel hounds, New York, 1967 (roman inspiré de Hester Stanhope).